# عبد الله الأهدل
كان عبد الله محمد قاسم الأهدل، وهو مواطن من السعودية، الإمام الأكبر لبلجيكا. توفي عام 1989 في بروكسل.
في 29 مارس 1989، حين كان رئيسا لمسجد بروكسل العظيم، دخل مسلح وأطلق النار عليه. وقد ادعت منظمة «جند الحق» الإرهابية اللبنانية مسؤوليتها عن عملية القتل. ربطت السلطات البلجيكية ووسائل الإعلام الإخبارية بين عملية القتل والجدل حول آيات شيطانية: وكان آية الله روح الله الخميني قد أصدر الشهر الماضي فتوى تأمر المسلمين بقتل الروائي سلمان رشدي بسبب اعتراضهم على نشر كتابه آيات شيطانية. وكان الأهدل قد انتقد رشدي علنا، ولكنه زعم أيضا أن الفتوى تتعارض مع الشريعة الإسلامية. وقتل الأهدل ومعه أمين المكتبة التونسي المسلم سالم بحري. ولا تزال هناك شكوك في هذه النظرية لأن الإمام تلقى تهديدات بالقتل بسبب خطبه حول إمكانية تعايش الأديان المختلفة مع الإسلام قبل رفضه للفتوى.
وفي عام 2008، ذكرت صحيفة هت لاتست نيوز البلجيكية أن عبد القادر بلعيرج، مهرب أسلحة مغربي-بلجيكي، قد قتل الأهدل والباهر ومحمد جاه الرسول، وهو سائق للسفارة السعودية في بروكسل. وقد ورد أن الضحايا الثلاثة شهدوا عملية احتيال بالسفارة السعودية. وقتل الرجال الثلاثة بنفس المسدس عيار 7.65 مم كاتم للصوت. ولم تكن هذه الادعاءات مدعومة بتحقيقات لاحقة أجرتها الشرطة البلجيكية.